# مديرية الزيدية

تعديل مصدري - تعديل

مديرية الزيدية إحدى  مديريات محافظة الحديدة في غرب اليمن. بلغ عدد سكانها 95048 نسمة عام 2004.